# Kozarevići (Novo Sarajevo, BiH)
Kozarevići su naseljeno mjesto u općini Novo Sarajevo, Federacija BiH, BiH.

## Stanovništvo
Nacionalni sastav stanovništva 1991. godine, bio je sljedeći:
ukupno: 328
- Srbi - 317
- Hrvati - 1
- Jugoslaveni - 8
- ostali, neopredijeljeni i nepoznato - 2